# William Sly
William Sly, okänt födelseår, död i augusti 1608, var en engelsk skådespelare inom teater. Han var en kollega till William Shakespeare och Richard Burbage i teatersällskapet Lord Chamberlain's Men och i King's Men.

## Liv och karriär
Inget är känt om Slys tidiga liv och uppväxt. Men 1591 medverkar han i pjäsen The Seven Deadly Sins, troligtvis skriven av Richard Tarleton, tillsammans med Augustine Phillips, Thomas Pope, Richard Cowley och George Bryan. Alla dessa blev sedermera hans kollegor i Lord Chamberlain's Men.